# Dmitrij Prokopenko
Dmitrij Anatol'evič Prokopenko (in russo Дмитрий Анатольевич Прокопенко?; Mosca, 24 maggio 1972) è un ex calciatore russo, di ruolo attaccante.

## Palmarès

### Club

#### Competizioni nazionali
- Coppa di Russia: 1

Torpedo Mosca: 1992-1993